# کیموزین
کیموزین (انگلیسی: Chymosin) که با نام رِنین (تلفظ انگلیسی: ‎/ˈrɛnɪn/‎) هم شناخته می‌شود، یک آنزیم پروتئاز است که در پنیرمایه یافت می‌شود. این آنزیم که نوعی آسپارتیک پروتئاز است که به خانوادهٔ «MEROPS A1» تعلق دارند. این آنزیم در سلول‌های اصلی پوشش درونی شیردان نوزادان نشخوارکنندگان و برخی حیوانات دیگر ساخته می‌شود تا بتوانند شیر را هضم کنند، مدت بیشتری آنرا در روده نگه داشته و آنرا بهتر جذب کنند. ازاین آنزیم در صنایع پنیرسازی استفاده می‌شود. کیموزین گاویان را امروزه با استفاده از فناوری دی‌ان‌ای نوترکیب در اشریشیا کلی، آسپرژیلوس سیاه و کلوی‌ورومایسیس لاکتیس می‌سازند.
برخی گونه‌های غیر نشخوارکننده نظیر خوک‌ها، گربه‌ها و فُـک‌ها هم قادرند این آنزیم را در بدنشان تولید کنند. در یک پژوهش، یک آنزیم شبه کیموزین در برخی شیرخواران انسان گزارش شد، اما مطالعات دیگر نتوانستند به چنین یافته‌ای دست یابند و آنرا تأیید کنند. در انسان یک شبه‌ژن بر روی کروموزوم شمارهٔ ۱ برای کیموزین وجود دارد که قادر به ساخت پروتئین نیست. انسان‌ها مجهز به آنزیم‌های دیگری برای هضم شیر هستند که از آن میان می‌توان به پپسین و لیپاز اشاره کرد.: 262 
در صنایع پنیرسازی از این آنزیم برای ایجاد ته‌نشینی و شیر لخته استفاده می‌شود. سوبسترای این آنزیم کاپا کازئین است که کیموزین، پیوند پپتیدی‌اش را ریشه‌های اسید آمینه‌ای ۱۰۵ و ۱۰۶ یعنی فنیل‌آلانین و متیونین می‌شکند. تعاملات الکتریکی میان هیستیدین در کاپا کازئین با گلوتامات و اسپارتات در کیموزین است که فرایند اتصال آنزیم به سوبسترا را آغاز می‌کند.
کیموزین تولیدشده توسط تخمیر (FPC) نخستین آنزیم تولیدشدهٔ به روش‌های مصنوعی بود که مجوز سازمان غذا و داروی ایالات متحده آمریکا را دریافت کرد. تنها در سال ۱۹۹۹ میلادی، ۶۰٪ از پنیر گرانولار (پنیر سخت) با استفاده از FPC تولید می‌شد و ۸۰٪ از پنیرمایه جهان نیز با همین روش به‌دست می‌آید.